# SN 1988M
SN 1988M – supernowa typu II odkryta 7 kwietnia 1988 roku w galaktyce NGC 4496B. Jej jasność pozostaje nieznana.